# Chase & Status

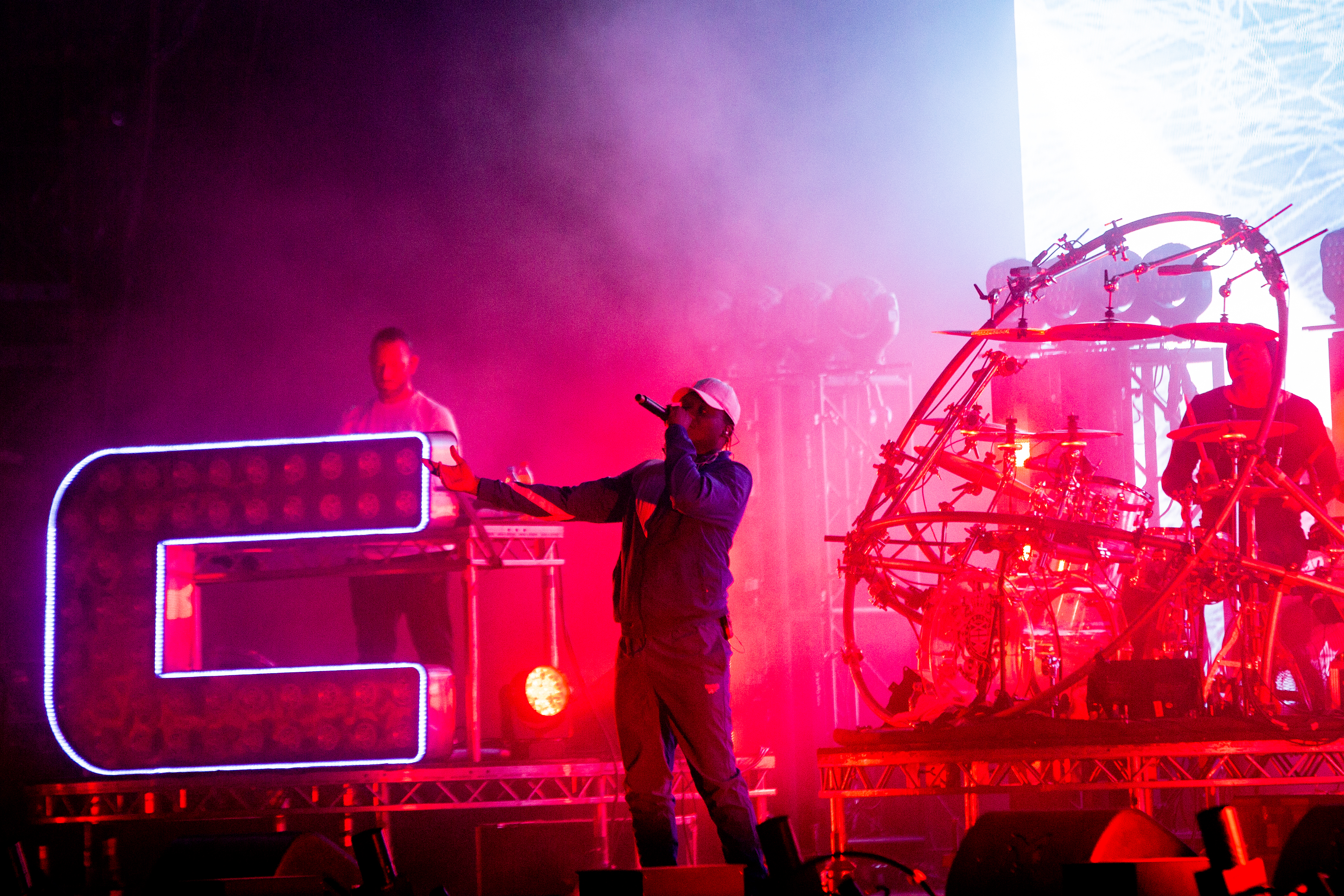
Chase & Status, SonneMondSterne 2018

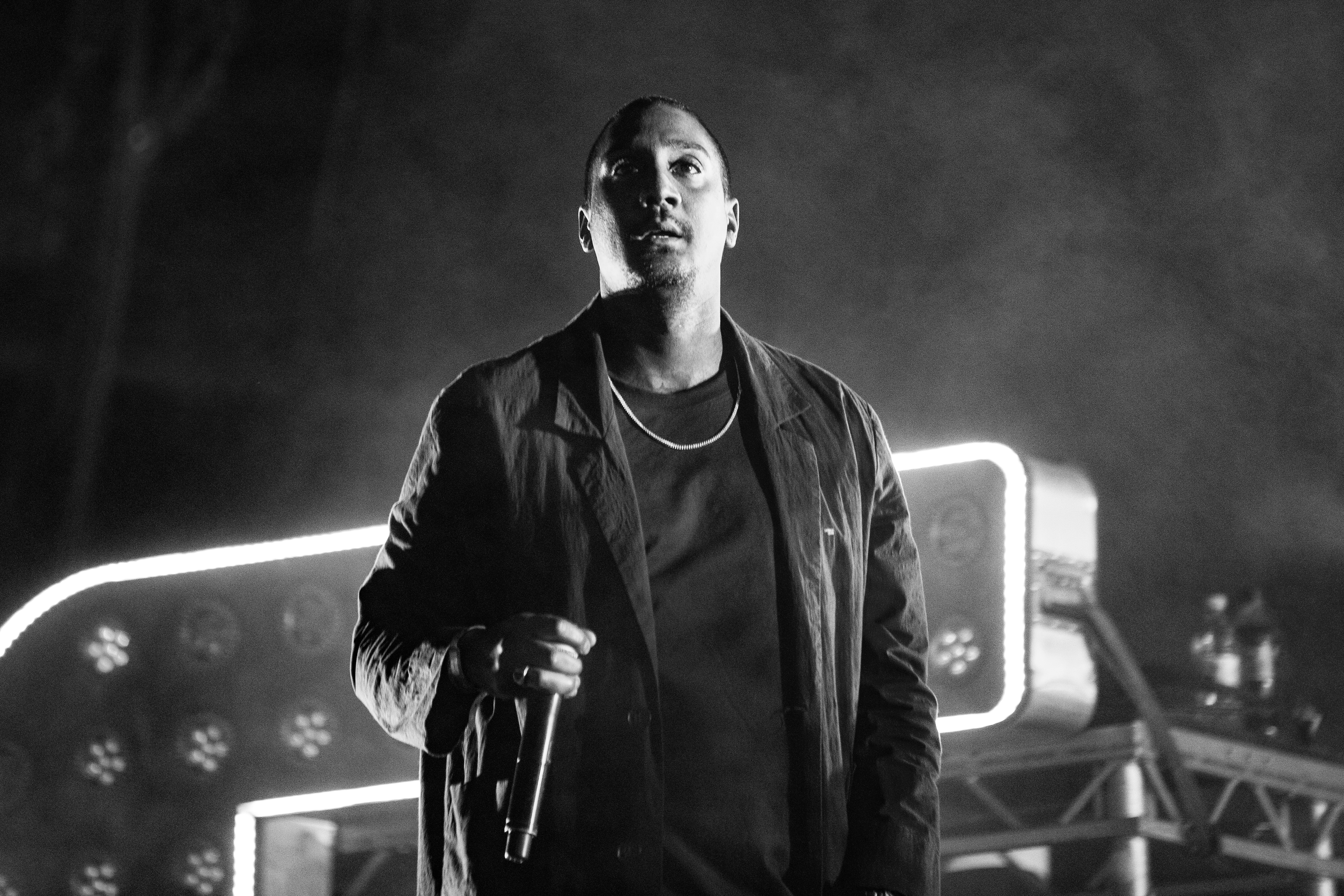
MC Rage, SonneMondSterne 2018

Chase & Status sono una coppia di musicisti e produttori discografici provenienti da Londra e associati principalmente alla musica elettronica. 
Il duo è composto da Saul Milton (Chase) e Will Kennard (Status).
Nel 2008 hanno fondato l'etichetta discografica indipendente MTA Records.

## Storia del gruppo
I loro album No More Idols e Brand New Machine hanno debuttato alla seconda posizione della Official Albums Chart. Come produttori hanno collaborato con Jenna G, Snoop Dogg, Tinchy Stryder, Alexandra Burke, Rihanna, Example, Kano, Rita Ora, Tinie Tempah, Plan B, Cee Lo Green, Craig David, Blossoms, Delilah e altri.
Nelle loro esibizioni dal vivo si avvalgono di Andy Gangadeen alla batteria e, sino al 2021, del rapper MC Rage (Patrick Williams).

## Discografia

### Album in studio
- 2008 - More Than Alot
- 2011 - No More Idols
- 2013 - Brand New Machine
- 2017 - Tribe
- 2019 - Rtrn II Jungle
- 2022 - What Came Before
- 2023 - 2 RUFF, Vol. 1

### Mixtape
- 2006 - Bingo Beats Vol. 6

### EP
- 2005 - Ten Tonne
- 2006 - The Druids
- 2015 - London Bars